# サントメール ある被告
『サントメール ある被告』（サントメール あるひこく、Saint Omer）は、2022年のフランスの社会派ドラマ映画。監督はアリス・ディオップ、出演はカイジ・カガメとグスラジ・マランダなど。
2016年にフランス北部の町サントメールで実際にあった事件とその裁判をベースにしたヒューマンドラマ。
第79回ヴェネツィア国際映画祭で銀獅子賞（審査員大賞）と新人監督賞を受賞したほか、第95回アカデミー賞国際長編映画賞のフランス代表に選出された。

## ストーリー
パリ在住の新進作家ラマは大学で文学の講義を受け持ち、次回作も期待されるアフリカ系フランス女性である。フランス北部のサントメールで開かれる裁判に泊りがけで傍聴に行くラマ。それは、大学を休学中の女子大生ロランス・コリーが、自分が生んだ生後15ヶ月の幼い娘を海辺に置き去りにし、高潮にさらわせて溺死させた事件だった。ロランスは、西アフリカに未だ根強いマラブタージュという呪術によって、実家と愛人の家族から呪われた結果の犯行として無罪を主張していた。
ロランスは西アフリカのセネガル生まれで裕福に育ったが、母親の教育方針で現地の言語を禁止され、友達とも遊ばずにフランス語で育てられた。親の期待通りにフランスの大学で学んだが、父の望む法律ではなく哲学を履修した為に仕送りを止められ休学した。そんな時に知り合った57才の彫刻家デュモンテと同棲を始め、デュモンテはロランスの学費も負担したが、彼女は妊娠した。以来、デュモンテのアトリエに引き篭もって孤独に過ごし、誰にも妊娠を告げず、出産も１人で行い出生届けも出さなかったという。
デュモンテはロランスの妊娠に無関心で、別居中の妻子と交際し、瀕死の実の弟ばかり気にする男だった。法廷で、生まれた娘のエリーズ(愛称リリ)を愛していたと証言したが、被告人弁護士は、セネガルの母親に預けるというロランスの言葉に反対せず、認知もしなかったと指摘した。
母親と疎遠だったというロランスの証言を聞いて、自分の子供時代を思い出すラマ。ラマも母親に疎まれ、無視される娘だったのだ。
呪いを受けたと感じたロランスは、電話で何度も呪術師や占星術師のアドバイスを受けたと証言した。しかし、電話をした痕跡は発見されなかった。検察側は呪術の話に逃げ、都合が悪いと嘘をつくと指摘したが、全て失ったのに嘘をつく必要があるかと真剣に答えるロランス。
休廷後にロランスの母親に声をかけられるラマ。母親は娘の育ちの良さを自慢し、全ての新聞が娘の裁判を取り上げていることに興奮していた。妊娠を見抜かれ動揺するラマ。冷たい母親に育てられた彼女は、まだパートナーにも打ち明けられずに悩んでいたのだ。
ロランスは大学の博士課程だと周囲に話していたが、実際には試験を受けず、学位を得ていなかった。それについて、嘘の悪循環にいたと説明するロランス。親の期待を受け、夢を持ってパリで学んだが、失敗続きな上に進路を巡って仕送りを止められ住む家もなく、ロランスは混乱していたのだ。更にロランスを取り調べた予審判事が証言台に呼び出され、呪術に関する質問をしたことを指摘された。それ以来、ロランスは呪いの話に固執するようになったという。
子供の頃、母親が呪術的な衣装で着飾っていた事を思い出し、傍聴が辛くなるラマ。連絡を受け、サントメールまで迎えに来たパートナーのアドリアンに、ラマは母親のようになるのが怖いと告白した。
アドリアンが眠った後に、PCでこっそりと『王女メディア』の映画を見るラマ。メディアは夫イアソンと二人の息子と幸せに暮らしていたが、イアソンがコリントスの王に気に入られ、後継者として王の娘と結婚することになった。捨てられ全てを失ったメディアは、このまま奪われるくらいならと愛する息子たちを殺してしまうのだ。
最終弁論で、ロランスが隠し続けたのは娘の出産ではなく、銀行口座も学籍も失った自分自身だったと述べる弁護士。ロランスは精神を病んで幻覚を見るようになり、孤独に潰されそうで怯えていた。呪術の話は幻覚の症状であり、必要なのは厳罰ではなく治療だと淡々と語る弁護士。それでもネットで子育てを学び、リリを育てたロランスの体内には、子宮を通して分かち合ったリリの細胞が残っていると聞いて泣き崩れるロランス。
裁判の判決は語られぬまま、目立ち始めたお腹を抱え、認知症で動く事もままならない母親の世話を焼きにアパートを訪れるラマ。「疲れた」と椅子にもたれて酷く荒い息をする母親の手を、ラマはじっと握り続けた。

## キャスト
- ラマ: カイジ・カガメ - 作家。
- ロランス・コリー: グスラジ・マランダ（フランス語版） - 被告人。
- 裁判官: ヴァレリー・ドレヴィル（フランス語版）
- ヴォードネ: オレリア・プティ（フランス語版） - ロランスの弁護人。
- リュック・デュモンテ: グザヴィエ・マリー（フランス語版） - ロランスのパートナー。
- 検事: ロベール・カンタレラ（フランス語版）
- オディール・ディアッタ: サリマタ・カマテ（フランス語版） - ロランスの母。
- アドリアン: トマ・ドゥ・プルクエリ（フランス語版） - ラマの夫。